# 23 до н. е.

## Події
- 23 — Консули Імператор Цезар Август (10-й раз) та Авл Теренцій Варрон Мурена. Консули-суффекти Луцій Сестій Квіринал Альбініан та Гней Кальпурній Пізон. Квестор — Тиберій.
- 23 — Тиберій в декількох процесах захищає царя Архелая, жителів Трал та жителів Фессалії. Хвороба Августа. Мурена організовує змову проти Августа. Змову викрито. Тиберій притягнув до суду Фанія Цепіона та Мурену й домігся їхнього засудження за «образу величі». 1.7 — Август відмовляється від консульства. Він залишився проконсулом своїх провінцій, але відмовляється від Нарбонської Галлії та Кіпру. Агріппа стає проконсулом східних провінцій та поселяється в Мітилені. Смерть Марка Клавдія Марцелла.
- 23 — Завершення завоювання Римом Далматів (Іллірія).
- 23-13 — Намісник Сирії М. Віпсаній Агріппа (консул 27 р.).
- 23 — Римське військо префекта Гая Петронія доходить до Напати та руйнують її. У Гієрасікаміні розміщено римський гарнізон, тут став проходити кордон володінь Римської імперії.
- Видано перші три книги «Од» Горація[1]

## Народилися
- Ірод Архелай — етнарх Самарії, Юдеї та Ідумеї з 4 р. до н. е. до 6 р н. е.

## Померли
- Марк Клавдій Марцелл, курульний едил, перший чоловік Юлії Старшої.